# Étienne Brower
Pour les articles homonymes, voir Brower.
Étienne Brower, né le 24 janvier 1985 à New York, est un joueur français de basket-ball évoluant au poste d'ailier. Il mesure 1,99 m. Il est le demi-frère de Tariq Abdul-Wahad.

## Biographie
Brower a fait sa carrière universitaire dans l'équipe des Terriers de Boston de l'université de Boston entre 2003 et 2005 puis dans l'équipe des Minutemen d'UMass de l'université du Massachusetts de 2005 à 2008. À sa sortie de l'université, il n'est pas drafté en NBA et part jouer en France.

## Carrière
- Formation : Massachusetts '08
- 2008-2010 :  Chorale Roanne Basket (Pro A)
- 2010-2011 :  Jeanne d’Arc de Vichy Val d’Allier Auvergne Basket (Pro A)